# Gal Antípatre
Gal Antípatre (llatí: Gallus Antipater; grec antic: Ἀντίπατρος) va ser un historiador romà que va viure durant el període dels Trenta Tirans.
És censurat per Trebel·li Pol·lió per l'adulació que fa d'Aurèol, un usurpador al tron de l'imperi. El mateix Pol·lió va conservar un breu fragment de la seva obra, per la resta perduda.